# Даунивил-Лосон-Думонт (Колорадо)
Даунивил-Лосон-Думонт (енгл. Downieville-Lawson-Dumont) насељено је место без административног статуса у америчкој савезној држави Колорадо.

## Демографија
По попису из 2010. године број становника је 594, што је 230 (63,2%) становника више него 2000. године.
| Група             | 2000.       | 2010.       |
| Белци             | 327 (89,8%) | 523 (88,0%) |
| Афроамериканци    | 0 (0,0%)    | 5 (0,8%)    |
| Азијати           | 0 (0,0%)    | 0 (0,0%)    |
| Хиспаноамериканци | 27 (7,4%)   | 54 (9,1%)   |
| Укупно            | 364         | 594         |